# Socialkonservatism
Socialkonservatism är en politisk åskådning som utvecklades ur konservatismen i slutet av 1800-talet. Anhängare till socialkonservatismen ansåg att samhället hade ett ansvar för att alla skulle få en dräglig levnadsstandard. Man menade att samhället bland annat skulle ta itu med farliga arbetsmiljöer och sjukdomar.
Liberalism och socialliberalism är motsatsen till socialkonservatism på det liberala/konservativa politiska spektrumet, GAL-TAN-skalan. 

## Ideologisk utveckling
Under den senare delen av 1800-talet gick de socialkonservativa i riktning mot att acceptera allmän rösträtt samtidigt som statlig socialpolitik blev en betydande del inom socialkonservatismen. Man syftade till att integrera arbetarna i en nationell gemenskap för att motarbeta socialismens idéer om klasskamp och väpnad revolution. Socialkonservatismen utvecklades även som en reaktion mot liberala politiska rörelser och vad konservativa såg som ett avståndstagande mot "västliga värderingar".
Tyska Riket kännetecknades av socialkonservatism och ses som föregångare till 1900-talets välfärdsstat. Rikskanslern och Preussens ministerpresident Otto von Bismarcks socialkonservativa idéarv fick bland annat till konsekvens att Tyskland blev det första landet med ett allmänt pensionssystem. Näraliggande politiska riktningar är den österrikiska kristligtsociala rörelsen och den tidiga svenska unghögern.
I USA utvecklades socialkonservatismen i reaktion mot federala initiativ i socialpolitiken under mitten och slutet av 1900-talet. Det kunde handla om frågor som rörde religionsfrihet, lägre straff för brott, samvetsfrihet och abort. De amerikaner som såg den nya politiken som ett hot mot konservativa värderingar kom att bilda den amerikanska socialkonservativa rörelsen.

## Ideologi
Socialkonservatismen är en variant av konservatism som betonar vikten av att bevara olika samhälleliga relationer genom plikt, traditionella värderingar och etablerade institutioner. För att samhället ska fungera menar man att en strikt social struktur behöver etableras. Generellt är socialkonservativa tveksamma till social förändring och tror på att bevara status quo gällande familjerelationer, sexuella relationer och patriotism.
Socialkonservativa tenderar att vara negativa till separationen mellan stat och religion, dock inte nödvändigtvis negativ till ateism per se. Man argumenterar för att om stater och människor slutar tro på Gud så kommer den sociala ordningen att försvagas. I många fall är socialkonservativa tveksamma till skilsmässa, något man menar skapar problem och dysfunktionella hem.
I den socialkonservativa traditionen finns det en idé om att kombinera social rättvisa med konservativa föreställningar om lag och ordning, en försiktighet inför reformer och även en nationalistisk syn på samhället.

## Psykologi
I psykologisk forskning kan socialkonservativa åsikter delvis härledas till en känslighet för impulser från den beteendestyrda delen av människans immunsystem. Beteendeimmunsystemet (BIS) är den del av immunsystemet som har utvecklat psykologiska mekanismer för att undvika potentiellt farliga smittoämnen, t.ex. genom att reglera sociala interaktioner eftersom andra människor utgör potentiella smittokällor. Forskningen har visat att personer med starkare BIS-relaterade personlighetsdrag tenderar att vara mer socialt konservativa, som ett sätt att legitimera undvikandet av medlemmar av olika utgrupper. En högre känslighet för äckel - som är en central mekanism i beteendeimmunsystemet - korrelerar med starkare fördomar mot olika grupper som homosexuella, etniska minoriteter, personer med funktionsnedsättning, överviktiga, m.fl.

## Sverige
Bland svenska partier beskriver Sverigedemokraterna sig i sitt principprogram som: "ett socialkonservativt parti med nationalistisk grundsyn".